# Vlag van Antwerpen (district)
De vlag van Antwerpen werd op 6 juli 2011 bij ministerieel besluit vastgesteld als de districtelijke vlag van de Antwerpse district Antwerpen.
Officieel wordt de vlag beschreven als:
Drie banen van rood, van wit en van rood, hoogteverhouding 1:3:1 en een binnenzoom van het één in het ander, met slippen aan de vlucht.
De vlag is gebaseerd op het gemeentewapen.